# Monomma ovale
Monomma ovale es una especie de coleóptero de la familia Monommatidae.

## Distribución geográfica
Habita en Madagascar.